# Kooptace do Federálního shromáždění 1989–1990
Rezignace poslanců československého Federálního shromáždění během Sametové revoluce probíhaly hromadně od prosince 1989 do února 1990.
Kooptace nových poslanců probíhaly od 28. prosince 1989 do 27. února 1990. Dne 28. prosince 1989 přijalo Federální shromáždění tzv. kooptační zákon, tedy ústavní zákon č. 183/1989 Sb., o volbě nových poslanců zákonodárných sborů, podle něhož se v případě uprázdnění poslaneckého místa neměly konat nové volby, ale nového člena si volil zákonodárný sbor sám. Tento zákon měl stanovenou účinnost do dne voleb, nejpozději však do konce roku 1990. Současně byl přijat i ústavní zákon č. 182/1989 Sb., jímž se změnilo znění poslaneckého slibu.
Od 23. ledna 1990 do 31. března 1990 mohli být podle ústavního zákona 14/1990 Sb., o odvolávání poslanců zastupitelských sborů a volbě nových poslanců národních výborů, přijatého 23. ledna 1990 a vyhlášeného a účinného od téhož dne, poslanci, kteří v rámci rozložení politických sil nebo vzhledem k svému dosavadnímu působení neskýtají záruky rozvoje politické demokracie, ze své funkce odvoláni politickou stranou, jejímiž jsou členy. Poslance bez stranické příslušnosti mohl odvolat příslušný orgán Národní fronty po vzájemné dohodě s Občanským fórem v České socialistické republice a s hnutím Veřejnost proti násilí ve Slovenské socialistické republice. Současně byla možnost kooptací, která pro všechny tři parlamenty platila již od prosince 1989, i možnost odvolávání poslanců stranou nebo NF nově rozšířena na všechny stupně národních výborů. Fakticky byla odvolání poslanců obou komor přijata předsednictvy sněmoven během dvou dnů, 29. a 30. ledna 1990.
Za autora myšlenky této kooptace, kterou mnozí přijímali s nesouhlasem či rozpaky, bývá označován Zdeněk Jičínský, který to považoval za akt spravedlivé odplaty za odstranění reformních komunistů z Federálního shromáždění kooptací v roce 1969. 

O měsíc později vláda konstatovala, že toto řešení zdiskreditovalo Československou republiku v zahraničí. 28. prosince 1989 byl předsedou Federálního shromáždění zvolen čerstvě kooptovaný poslanec Alexander Dubček.

## Sněmovna lidu
Údaje o tehdejších poslancích se dochovaly ve Společné česko-slovenské digitální parlamentní knihovně.

### Rezignace

#### 13. 12. 1989
Dne 13. prosince 1989 předsednictvo SL přijalo rezignaci těchto 5 poslanců: 
- Miloš Jakeš, KSČ
- Václav Rabas, národní umělec, bezpartijní
- Ladislav Stejskal, KSČ
- Miroslav Štěpán, KSČ
- Zbyněk Žalman, ČSL

#### 19. 12. 1989
Dne 19. prosince 1989 předsednictvo SL přijalo rezignaci těchto 8 poslanců: 
- Vasil Biľak, KSČ
- Vladimír Hajko, KSČ
- Vladimír Herman, KSČ
- Alois Indra, KSČ
- Emil Rigo, KSČ
- Jaroslava Šimůnková, KSČ
- Lubomír Štrougal, KSČ
- Jan Zelenka, KSČ

#### 28. 12. 1989
V den 5. schůze Sněmovny lidu, 28. prosince 1989, přijalo předsednictvo SL rezignaci těchto 3 poslanců: 
- Zdeněk Čumpl, bezpartijní
- Jan Jirásek, KSČ
- Antonín Kapek, KSČ, (sebevražda 23. 5. 1990)

28. prosince 1989 bylo kooptováno 13 nových poslanců za poslance odstoupivší k 13. 12. a k 19. 12. 1989.

#### 16. 1. 1990
Dne 16. ledna 1990 přijalo předsednictvo SL rezignace těchto 13 poslanců: 
- Július Hašana, KSČ
- Karel Hoffmann, KSČ. Záznam ve jmenném rejstříku je nejasný: jako by Karel Hoffman rezignaci podal již 12. 12. 1989, avšak na schůzi dne 28. 12. 1989 nebyla zmíněna a předsednictvo SL ji podle jmenného rejstříku přijalo až 16. 1. 1990.
- Josef Korčák, KSČ
- Jaromír Obzina, KSČ
- Vladimír Pirošík, KSČ
- Josef Puchmeltr, KSČ
- Lumír Sakmar, KSČ
- Anna Salvová, bezpartijní
- Václav Šípek, KSČ
- Oldřich Škoda, KSČ
- František Tesař, KSČ
- Marcela Vrábelová, bezpartijní
- František Vymětal, bezpartijní

#### 23. 1. 1990
Dne 23. ledna 1990 přijalo předsednictvo SL rezignace těchto 25 poslanců: 
- Pavol Bahyl, KSČ
- Břetislav Benda, KSČ
- Vladimír Blažek, KSČ
- Miroslav Bochenek, KSČ
- Václav David, KSČ
- Mária Dubová, KSČ
- Jaroslav Hajn, KSČ
- Zdeněk Hoření, KSČ
- Ignác Janák, KSČ
- Pavel Jonáš, KSČ
- Jaroslav Klícha, KSČ
- Hana Králíčková, KSČ
- Karol Laco, KSČ
- Jozef Lenárt, KSČ
- Jiří Neubert, KSČ
- František Ondřich, KSČ
- Ján Pakán, KSČ
- Věra Pechová, KSČ
- Svatopluk Potáč, KSČ
- Aranka Ročňáková, KSČ (v seznamu poslanců na stránkách PSP ČR chybně uváděna jako Araula Ročňáková)
- Rudolf Rohlíček, KSČ
- Drahomíra Slabá, KSČ
- Miroslav Slavík, KSČ
- Vladimír Šimek, ČSL
- Stanislav Toms, ČSL

#### Rezignovali 30. 1. 1990
6. schůze Sněmovny lidu 30. ledna 1990 přijala rezignaci těchto 19 poslanců:
- Oldřich Blažek, KSČ
- František Brabenec, KSČ
- Slavoj Brokeš, KSČ
- Zdeněk Češka, KSČ
- Alojz Čmelo, SSO
- Jozef Fekete, KSČ
- Václav Horáček, KSČ
- Miloslav Hruškovič, KSČ
- Alois Hůla, KSČ
- Jan Loberšíner, KSČ
- Jana Pekařová, KSČ
- Zdeněk Rada, KSČ
- Věra Stuchlíková, KSČ
- Otakar Svěrčina, KSČ
- Irena Švirlochová, KSČ (ve jmenném rejstříku je rezignace omylem uvedena dvakrát, 23. i 30. 1. 1990. V úvodu 6. schůze byla jmenovaná mezi poslanci, kteří rezignovali až po schůzi předsednictva dne 23. 1. )
- Jozef Trangoš, bezpartijní
- Václav Václavík, KSČ
- Jaroslav Venhauer, KSČ
- Eva Železníková, KSČ

### Odvolání

#### Odvoláni 30. 1. 1990
6. schůze Sněmovny lidu 30. ledna 1990 přijala informaci o odvolání těchto 19 poslanců:
- Bohuslav Chňoupek, odvolán KSČ, KSČ
- Jaroslav Kalkus, odvolán KSČ, KSČ
- Milan Kubát, odvolán KSČ, KSČ
- František Štafa, odvolán KSČ, KSČ
- Milán Václavík, odvolán KSČ, KSČ
- Vladimír Vedra, odvolán KSČ, KSČ
- Jiří Havlíček, odvolán ČSL, ČSL
- Ján Lichner, odvolán SSO, Strana slovenské obrody
- Jozef Škula, odvolán SSl, Strana slobody
- Michal Žákovič, odvolán SSl, Strana slobody
- Jaromír Búřil, odvolán NF ČSSR, bezpartijní
- Judita Gálová, odvolána NF ČSSR, bezpartijní
- Štefánia Michalková, odvolána NF ČSSR, bezpartijní
- Ján Nemček, odvolán NF ČSSR, bezpartijní
- Margita Obžerová, odvolána NF ČSSR, bezpartijní
- Ľudovít Szabó, odvolán NF ČSSR, bezpartijní
- Benjamín Šrenkel, odvolán NF ČSSR, bezpartijní
- Marie Tajovská, odvolána NF ČSSR, bezpartijní
- Richard Tichý, odvolán NF ČSSR, ČSL (vystoupil z ČSL v době, kdy se jednalo o jeho odvolání)

Na 6. schůzi SL dne 30. ledna 1990 bylo konstatováno, že je uvolněno 79 poslaneckých mandátů. Na schůzi byl předložen předsedou sněmovny návrh na doplnění 76 mandátů, 77. byl v úvodu schůze doplněn ústně, na další dva mandáty nebyli navrženi noví kandidáti.

### Kooptace

#### 28. 12. 1989
V prosinci 1989 navrhl předseda Sněmovny lidu ke zvolení 13 poslanců:
Navržených 13 kandidátů bylo zvoleno bez připomínek. Mnoho jich bylo zvoleno jednomyslně, u několika z nich se jeden či dva poslanci zdrželi hlasování nebo hlasovali proti.
Za české volební obvody: 
- Miroslav Bartoš, ČSL
- Václav Benda, Křesťansko-demokratická strana
- Jan Bubeník, bezpartijní
- Tomáš Hradílek, bezpartijní
- Miroslav Jansta, KSČ
- Michael Kocáb, bezpartijní
- Libor Kudláček, bezpartijní
- Martin Peroutka, bezpartijní
- Jaroslav Šabata, bezpartijní
- Věněk Šilhán, bezpartijní

Za slovenské volební obvody: 		
- Robert Harenčár, bezpartijní
- Slavomír Stračár, bezpartijní
- Konštantín Viktorín, bezpartijní

#### 30. 1. 1990
Na 6. schůzi Sněmovny lidu, 30. 1. 1990, bylo předsedou sněmovny navrženo 76 nových poslanců Sněmovny lidu FS. 77. kandidát byl předsedajícím předsedou navržen přímo na schůzi.
76 ze 77 navržených poslanců bylo zvoleno, většina jednomyslně. V několika případech někteří poslanci nebyli pro, například v případě Vasila Mohority byl jeden poslanec proti a 5 poslanců se zdrželo, v případě Miroslava Grebeníčka se tři poslanci zdrželi hlasování a nikdo nebyl proti, v případě Pavola Kanise se 8 poslanců zdrželo a nikdo nebyl proti, v několika dalších případech se zdržel jeden či dva poslanci. Kandidát Ivan Laluha se nedostavil na schůzi, a proto se o něm nehlasovalo.
Poslanci za české volební obvody: 
- Rudolf Battěk, ČSSD (Československá sociální demokracie)
- Petr Čermák, bezpartijní (v archivu parlamentu je ale omylem uvedeno složení poslaneckého slibu na začátku volebního období, 12. 6. 1986)
- Albert Černý, Čs. sociální demokracie
- Bohumil Doležal, ČsDI
- Leo Dvořák, bezpartijní
- Michael Dymáček, bezpartijní
- Ivan Fišera, bezpartijní
- Vladimír Fojtík, bezpartijní
- Jaromír Gebas, KSČ
- Miroslav Grebeníček, KSČ
- Bohumil Janča, bezpartijní
- Zdeněk Jaroň, bezpartijní
- Václav Klíma, bezpartijní
- Vladimír Kolmistr, bezpartijní
- Jindřich Konečný, bezpartijní
- Zdeněk Křivský, bezpartijní
- Petr Kučera, ČSS
- Oldřich Kužílek, bezpartijní
- Josef Macek, ČSL
- Miroslav Macek, bezpartijní
- Zdeněk Malina, bezpartijní
- Michal Malý, bezpartijní, navržen dodatečně přímo na schůzi
- Emanuel Mandler, ČsDI
- Zdeněk Masopust, KSČ
- Jiří Medřický, ČSL
- Vasil Mohorita, KSČ
- Jiří Musílek, bezpartijní
- Karel Novosad, bezpartijní
- Martin Palouš, KC OF Praha
- Vlasta Parkanová, bezpartijní
- Jana Petrová, bezpartijní
- Jaromír Piskoř, bezpartijní
- (PhDr.) Jiří Pospíšil, bezpartijní
- Jaroslav Růžička, bezpartijní
- Vlastimil Sehnal, bezpartijní
- Věroslav Sláma, bezpartijní
- Miloslav Soldát, bezpartijní
- Pavel Svítil, bezpartijní
- Jiří Šašek, bezpartijní
- Luboš Špáta, bezpartijní
- Jiří Štancl, Křesťanskodemokratická strana
- Jan Štern, bezpartijní
- Vladimír Turek, bezpartijní
- Miroslav Téra, ČSL
- Vladimír Tolar, KSČ
- Petr Toman, bezpartijní
- Ivan Úlehla, bezpartijní
- Jan Vácha, Československá strana lidová
- Lubomír Zaorálek, bezpartijní

Poslanci za slovenské volební obvody: 
- Ľudovít Baldovský, Strana slobody
- Jozef Bakšay, bezpartijní
- Pavol Balgavý, bezpartijní
- Rudolf Filkus, bezpartijní
- Michal Geci, Demokratická strana
- Jozef Habovštiak, CSc., bezpartijní
- Alfréd Haško, bezpartijní
- Karol Honner, bezpartijní
- Karol Hranai, Demokratická strana
- Jozef Jankovič, bezpartijní
- Anton Juriš, stranická příslušnost v návrhu neuvedena, ČSZ
- Pavol Kanis, KSČ
- Vladimír Klimeš, bezpartijní
- Štefan Kováč, bezpartijní
- Ivan Laluha, bezpartijní: nedostavil se na schůzi a proto hlasování o něm bylo odloženo na příští schůzi
- Ján Langoš, bezpartijní
- Dušan Macuška, bezpartijní
- Ivan Marton, bezpartijní
- Július Minka, bezpartijní
- Eleonora Sándorová, Maďarská nezávislá iniciativa
- Szilárd Samogyi (v návrhu Szilárd Somogyi), stranická příslušnost v návrhu neuvedena, ve jmenném archivu neuveden
- Pavel Šremr (v návrhu Pavel Šremer), Strana zelených
- Milan Šútovec, bezpartijní
- Miroslav Tahy, stranická příslušnost v návrhu neuvedena, KDH
- Ernest Valko, bezpartijní
- Oszkár Világi, bezpartijní
- Ladislav Vrba, Strana slobody
- Petr Zeman, bezpartijní

#### 27. 2. 1990
Dne 22. února 1990 navrhl předseda Sněmovny lidu zvolení 7 nových poslanců:
O kandidátech se hlasovalo 27. února 1990, v první den 24. společné schůze Federálního shromáždění. Volných bylo 7 mandátů Sněmovny lidu, zvoleno bylo všech 7 kandidátů navržených KSČ po dohodě s OF a VPN na tato poslanecká místa. Poslanci opět neměli k návrům žádné připomínky, hlasování však bylo tentokrát již mnohem méně jednomyslné než dřívější kooptace.
Na téže schůzi byly přijaty zákony o zkrácení volebního období a o volbách v červnu 1990.
Za české volební obvody: 
- Božena Fuková, bezpartijní: nikdo proti, nikdo se nezdržel (celkem bylo přítomných 176 poslanců Sněmovny lidu)
- Jiří Haas, KSČ: 9 proti, 30 se zdrželo
- Jiří Maštálka, KSČ: 5 proti, 16 se zdrželo

Za slovenské volební obvody: 
- Imrich Takacz, KSČ: 16 proti, 35 se zdrželo
- Karol Gémesi, bezpartijní: nikdo proti, 6 se zdrželo
- Ivan Laluha, bezpartijní: nikdo proti, 5 se zdrželo
- Miroslav Kusý, bezpartijní: jeden proti, 4 se zdrželi

## Sněmovna národů
Údaje o tehdejších poslancích se dochovaly ve Společné česko-slovenské digitální parlamentní knihovně.

### Rezignace

#### do 28. 12. 1989
Na 7. schůzi Sněmovny národů, konané 28. prosince 1989, byla oznámena rezignace 10 poslanců. Prosincová rezignace dalších dvou poslanců byla oznámena až na lednové schůzi sněmovny.
Za ČSR: 
- Jindřich Zahradník, KSČ, rezignoval 1. 12. 1989, předsednictvo rezignaci přijalo 13. 12. 1989
- Josef Říman, KSČ, rezignoval 7. 12. 1989, předsednictvo rezignaci přijalo 13. 12. 1989
- Marie Kabrhelová, KSČ, rezignovala 14. 12. 1989, předsednictvo rezignaci přijalo 19. 12. 1989
- Josef Haman, KSČ, rezignoval 18. 12. 1989, předsednictvo rezignaci přijalo 19. 12. 1989
- Josef Mevald, KSČ, rezignoval 18. 12. 1989, předsednictvo rezignaci přijalo 20. 12. 1989
- Josef Kempný, KSČ, rezignoval 19. 12. 1989, předsednictvo rezignaci přijalo 20. 12. 1989
- Jan Fojtík, KSČ, rezignoval 20. 12. 1989, předsednictvo rezignaci přijalo 20. 12. 1989
- Zdeněk Sytný, KSČ, rezignoval 22. 12. 1989, předsednictvo rezignaci přijalo 28. 12. 1989
- Miroslav Zavadil, KSČ: 27.12./28.12. (ale na 7. schůzi jeho rezignace ještě nebyla oznámena [15])

Za SSR: 
- Viliam Šalgovič, KSČ, rezignoval 11. 12. 1989, předsednictvo rezignaci přijalo 13. 12. 1989, zemřel 5. 2. 1990
- Gejza Šlapka, KSČ, rezignoval 14. 12. 1989, předsednictvo rezignaci přijalo 19. 12. 1989
- Eugen Turzo, KSČ, rezignoval 18. 12. 1989, předsednictvo rezignaci přijalo 28. 12. 1989 (ale na 7. schůzi jeho rezignace ještě nebyla oznámena [15])

#### Leden 1990
Do 8. schůze Sněmovny národů, konané dne 30. ledna 1990, rezignovalo celkem 42 (23 českých a 19 slovenských) poslanců: 

V seznamu jsou zahrnuti i poslanci, kteří rezignovali již v prosinci.
Zvolení za ČSR: 
- Karel Rusov, KSČ, rezignoval 10. 1. 1990, předsednictvo SN rezignaci přijalo 16. 1. 1990
- František Hanus, KSČ, rezignoval 10. 1. 1990, předsednictvo SN rezignaci přijalo 23. 1. 1990
- Dana Kancírová, KSČ, rezignovala 16. 1. 1990, předsednictvo SN rezignaci přijalo 23. 1. 1990
- František Samec, KSČ, rezignoval 16. 1. 1990, předsednictvo SN rezignaci přijalo 23. 1. 1990
- Hana Dýčková, KSČ, rezignovala 18. 1. 1990, předsednictvo SN rezignaci přijalo 23. 1. 1990
- Jindřich Poledník, KSČ, rezignoval 18. 1. 1990, předsednictvo SN rezignaci přijalo 23. 1. 1990
- Václav Štáfek, KSČ, rezignoval 18. 1. 1990, předsednictvo SN rezignaci přijalo 23. 1. 1990
- Hana Kantorová, KSČ, rezignoval 19. 1. 1990, předsednictvo SN rezignaci přijalo 23. 1. 1990
- Tomáš Trávníček, KSČ, rezignoval 20. 1. 1990, předsednictvo SN rezignaci přijalo 23. 1. 1990
- Evžen Erban, KSČ, rezignoval 22. 1. 1990, předsednictvo SN rezignaci přijalo 29. 1. 1990
- Jiřina Veselá, KSČ, rezignovala 22. 1. 1990, předsednictvo SN rezignaci přijalo 29. 1. 1990
- Oldřich Haičman, ČSL, rezignoval 23. 1. 1990, předsednictvo SN rezignaci přijalo 29. 1. 1990
- Josef Trejbal, KSČ, rezignoval 23. 1. 1990, předsednictvo SN rezignaci přijalo 29. 1. 1990
- Josef Andrš, ČSL, rezignoval 24. 1. 1990, předsednictvo SN rezignaci přijalo 29. 1. 1990

Za SSR: 
- Ján Pirč, KSČ, rezignoval 8. 1. 1990, předsednictvo SN rezignaci přijalo 16. 1. 1990
- Jozef Hrebík, KSČ, rezignoval 10. 1. 1990, předsednictvo SN rezignaci přijalo 16. 1. 1990
- Dušan Passia, KSČ, rezignoval 3. 1. 1990, předsednictvo SN rezignaci přijalo 23. 1. 1990
- Dezider Zagiba, KSČ, rezignoval 16. 1. 1990, předsednictvo SN rezignaci přijalo 23. 1. 1990
- Richard Nejezchleb, KSČ, rezignoval 18. 1. 1990, předsednictvo SN rezignaci přijalo 23. 1. 1990
- Mikuláš Beňo, KSČ, rezignoval 22. 1. 1990, předsednictvo SN rezignaci přijalo 29. 1. 1990
- Miloslav Boďa, KSČ, rezignoval 22. 1. 1990, předsednictvo SN rezignaci přijalo 29. 1. 1990
- Ivan Hrubjak, bezpartijní, rezignoval 23. 1. 1990, předsednictvo SN rezignaci přijalo 29. 1. 1990
- Anton Hlaváč, KSČ, rezignoval 24. 1. 1990, předsednictvo SN rezignaci přijalo 29. 1. 1990
- Ján Janík, KSČ, rezignoval 24. 1. 1990, předsednictvo SN rezignaci přijalo 29. 1. 1990
- Nina Lefflerová, KSČ, rezignovala 24. 1. 1990, předsednictvo SN rezignaci přijalo 29. 1. 1990
- Viera Martinčicová, bezpartijní, rezignovala 25. 1. 1990, předsednictvo SN rezignaci přijalo 29. 1. 1990
- Michal Sabolčík, KSČ, rezignoval 26. 1. 1990, předsednictvo SN rezignaci přijalo 29. 1. 1990
- Pavel Koyš, KSČ, rezignoval 27. 1. 1990, předsednictvo SN rezignaci přijalo 29. 1. 1990
- Ján Marko, KSČ, rezignoval 28. 1. 1990, předsednictvo SN rezignaci přijalo 29. 1. 1990
- Dalibor Hanes, KSČ, rezignoval 29. 1. 1990, předsednictvo SN rezignaci přijalo 29. 1. 1990

### Odvolání

#### 29.–30. 1. 1990
Do 8. schůze Sněmovny národů, konané dne 30. ledna 1990, bylo odvoláno těchto 16 (6 českých a 10 slovenských) poslanců:
Zvolení za ČSR: 
- Anna Marešová, ČSL, odvolána ČSL 24. 1. 1990, odvolání předsednictvem přijato 29. 1. 1990
- Jana Veselá, ČSL, odvolána ČSL 26. 1. 1990, odvolání předsednictvem přijato 29. 1. 1990
- Hana Návratová, KSČ, odvolána KSČ 29. 1. 1990, odvolání předsednictvem přijato 29. 1. 1990
- Mikuláš Šutka, KSČ, odvolán KSČ 29. 1. 1990, odvolání předsednictvem přijato 29. 1. 1990
- Bedřich Švestka, KSČ, odvolán KSČ 29. 1. 1990, odvolání předsednictvem přijato 29. 1. 1990
- Alois Huml, bezpartijní, odvolán NF ČSSR 29. 1. 1990, odvolání předsednictvem přijato 29. 1. 1990 (pouze v čtené verzi seznamu [17])

Zvolení za SSR: 
- Matej Lúčan, KSČ, odvolán KSČ 29. 1. 1990, odvolání předsednictvem přijato 29. 1. 1990
- Ján Riško, KSČ, odvolán KSČ 29. 1. 1990, odvolání předsednictvem přijato 29. 1. 1990
- Miloslav Štancel, KSČ, odvolán KSČ 29. 1. 1990, odvolání předsednictvem přijato 29. 1. 1990
- Emil Hojnoš, Strana slobody, odvolán SSl 29. 1. 1990, odvolání předsednictvem přijato 29. 1. 1990
- Ján Pampúch, Strana slobody, odvolán SSl 29. 1. 1990, odvolání předsednictvem přijato 29. 1. 1990
- Ernest Balog, SSO, odvolán SSO 29. 1. 1990, odvolání předsednictvem přijato 29. 1. 1990
- Slávko Buban, bezpartijní, odvolán NF ČSSR 30. 1. 1990, odvolání předsednictvem přijato 30. 1. 1990 (pouze v čtené verzi seznamu [17])
- Alžbeta Kollárová, bezpartijní, odvolána NF ČSSR 30. 1. 1990, odvolání předsednictvem přijato 30. 1. 1990
- Viola Pálová, bezpartijní, odvolána NF ČSSR 30. 1. 1990, odvolání předsednictvem přijato 30. 1. 1990
- Marián Štefánik, bezpartijní, odvolán NF ČSSR 30. 1. 1990, odvolání předsednictvem přijato 30. 1. 1990

### Kooptace
Celkem bylo ve třech vlnách kooptováno 60 poslanců Sněmovny národů.

#### 28. 12. 1989
Do Sněmovny národů FS bylo 28. prosince 1989 navrženo zvolit 8 českých a 2 slovenské poslance.
Navržení poslanci bylo zvoleni na 7. schůzi Sněmovny národů, konané 28. prosince 1989. Přítomných bylo 64 poslanců zvolených za ČSR a 65 za SSR. Hlasování o všech kandidátech bylo sloučeno do společného hlasování. Poslanec Š. Trško se zdržel hlasování pro nesouhlas s kooptačním zákonem, hlasování se zdrželi ještě další čtyři poslanci, nikdo nebyl proti.
Navržení poslanci v ČSR: 
- Petr Brodský, bezpartijní
- Jaromír Glac, bezpartijní
- Zdeněk Jičínský, bezpartijní
- Ladislav Lis, bezpartijní
- Vladimír Mikule, bezpartijní
- Josef Novotný, bezpartijní
- Karol Stome, bezpartijní
- Jan Šolc, bezpartijní

Navržení poslanci v SSR: 
- Alexander Dubček, bezpartijní
- Juraj Mesík, bezpartijní

#### 30. 1. 1990
Do Sněmovny národů FS bylo v nedatovaném sněmovním tisku č. 252 navrženo zvolit 20 českých a 25 slovenských poslanců.
Všichni navržení poslanci byli zvoleni na 8. schůzi Sněmovny národů, konané dne 30. ledna 1990. Přítomných bylo 47 poslanců na ČSR a 41 poslanců za SSR. Volba proběhla ještě dříve, než poslanci dostali příslušné sněmovní tisky. Téměř všichni kandidáti byli zvoleni jednomyslně, pouze v případě Jiřího Machalíka se jeden poslanec zdržel hlasování.
Navržení poslanci v ČSR: 
- Milan Andrýsek, ČSL
- Jaroslav Cuhra, ČSL
- Vojtěch Deyl, bezpartijní
- Josef Fabián, bezpartijní
- Jan Hadrava, bezpartijní (pouze v čtené verzi návrhu)
- Jaroslav Hladík, bezpartijní
- Milan Hruška, bezpartijní
- Heřman Chromý, bezpartijní
- Miroslav Lajkep, ČSL
- Josef Lux, ČSL
- Jiří Machalík, KSČ
- Jaroslav Mezník, ČSSD
- (Richard Mundil, bezpartijní, byl uveden pouze v původním návrhu, při hlasování byl za jeho volební obvod čten Jan Hadrava)
- Pavel Muraško, bezpartijní, člen KC OF Praha
- Dana Němcová, bezpartijní
- Petr Pithart, bezpartijní, člen KC OF Praha
- Miroslav Roček, bezpartijní
- Jan Svoboda, bezpartijní
- Miroslav Sychra, bezpartijní
- Václav Vokál, bezpartijní
- Miloš Zeman, bezpartijní

Navržení poslanci v SSR: 
- Zdeněk Červenka, bezpartijní
- Alojz Dúha, stranická příslušnost v návrhu neuvedena
- Miklós Duray, bezpartijní
- Štefan Glezgo, stranická příslušnost v návrhu neuvedena
- Juraj Holčík, stranická příslušnost v návrhu neuvedena
- Pavol Hrušovský, SSl
- Vladimír Janočko, DS
- Magdaléna Kačicová, bezpartijní
- Martin Kontra, bezpartijní
- Mojmír Kovář, stranická příslušnost v návrhu neuvedena
- Jozef Kučerák, bezpartijní
- Peter Kulan, bezpartijní
- Jaroslav Lentvorský, SSl
- Igor Mičieta, SSl
- Zsuzsa Németh(ová), bezpartijní
- Ivo Novák, stranická příslušnost v návrhu neuvedena
- Jozef Olej, KSČ
- Peter Orban, bezpartijní
- Gyula Popély, bezpartijní
- Marian Posluch, bezpartijní
- Peter Rašev, bezpartijní
- Karol Seman, bezpartijní
- Pavol Sucháň, bezpartijní
- František Šulka, bezpartijní
- Roman Zelenay, stranická příslušnost v návrhu neuvedena

#### 27. 2. 1990
Dne 27. února 1990 navrhl předseda Sněmovny národů zvolení 5 nových poslanců:
O kandidátech se hlasovalo 27. února 1990, v první den 24. společné schůze Federálního shromáždění. Volných bylo 5 mandátů Sněmovny národů, zvoleno bylo všech 5 kandidátů navržených KSČ po dohodě s OF a VPN na tato poslanecká místa. Přítomných bylo 66 poslanců Sněmovny národů zvolených za ČSR a 68 poslanců Sněmovny národů zvolených za SSR, hlasování již nebylo jednomyslné.
Na téže schůzi byly přijaty zákony o zkrácení volebního období a o volbách v červnu 1990.
Za ČSR: 
- Tomáš Ctibor, bezpartijní: nikdo proti, 10 českých a 10 slovenských poslanců se zdrželo
- Jaroslav Kos, KSČ: 10 českých a 8 slovenských proti, 7 českých a 14 slovenských se zdrželo

Za SSR: 
- Hvezdoň Kočtúch (navržen jako Hvezdoň Kočtuch): žádný český a 1 slovenský proti, 7 českých a čtyři slovenští se zdrželi
- Peter Gecko (navržen jako Petr Gecko), bezpartijní: 2 čeští a žádný slovenský proti, 1 český a 2 slovenští se zdrželi
- Michal Sýkora, KSČ: 11 českých a 5 slovenských proti, 7 českých a 19 slovenských se zdrželo.